# البهلولیه
البهلولیة (به عربی: البهلولیة) یک منطقهٔ مسکونی در سوریه است که در استان لاذقیه واقع شده‌است.

## خصوصیات
البهلولیة ۴٬۶۶۵ نفر جمعیت دارد.